# Mount Wilson (Nevada)
Mount Wilson – jednostka osadnicza w Stanach Zjednoczonych, w stanie Nevada, w hrabstwie Lincoln.